# 시모신덴역
시모신덴역(일본어: 下新田駅, しもしんでんえき)은 일본 군마현 기류시에 있는 와타라세 계곡 철도 와타라세 계곡선의 역이다. 역 번호는 WK02이다

## 역 구조
동일본여객철도(JR 동일본)선과 설비를 공유하고 있는 시모신덴 신호장 내에서 걸치고 계곡 철도선만 여객 취급하는 역으로 개통한 것이다. 또한, 당역 ~ 기류 역 구간도 JR과 설비를 공용하고 있다.
설비 상으로는 JR 료모 선에서 걸치고 계곡 철도의 와타라세 선이 갈라지는 분기점에 걸치고, 계곡 철도선 열차가 사용하는 선로만 승강장이 설치되어 있다. JR선 열차가 사용하는 선로에는 승강장이 없다. 여객 영업은 걸치고 계곡 철도의 단독역으로 취급하며, JR선과의 접속 역은 기류역이다.
단선 승강장 1면 1선의 지상역으로 무인역이다. 신호 장내인 관계로 청색 신호 대기 시에 대기하는 것도 있다.
기류 행 몇 편성과 JR 료모 선 다카사키 방면의 통과를 대기하고 교행을 실시한다. JR 료모 선 오야마 방면 열차는 기류 역에서 접속시키기 때문에 추월 등은 설정되지 않았다.

## 역 주변
주택이 많은 교외다.
- 다이젠지
- 국도 제122호선
- 기류 아이오이 우체국
- 아시나카 단지
- 동일본여객철도 다카사키 지사 다카사키 종합 훈련 센터
- 마켓 시티 기류
- 코프 군마

## 역사
- 1992년 3월 14일: JR 료모 선과의 분기점으로 시모신덴 신호장 내에 플랫폼을 설치하고 개업.

## 인접역
| ■ 와타라세 계곡 철도 와타라세 계곡선 | ■ 와타라세 계곡 철도 와타라세 계곡선 | ■ 와타라세 계곡 철도 와타라세 계곡선 |
| ------------------------------------ | ------------------------------------ | ------------------------------------ |
| WK01 기류 기류 방면                  |                                      | 아이오이 WK03 마토 방면              |